# Ritmo vitale
Ritmo vitale è il terzo album della cantante italiana Ambra Angiolini, pubblicato nel settembre 1997.

## Descrizione
Rispetto ai due album precedenti (Angiolini e T'appartengo), Ritmo vitale mostra un'Ambra più matura, che inizia a partecipare alla scrittura delle sue canzoni scrivendone otto proprio per questo disco. Come i precedenti due, anche questo album è stato tradotto in lingua spagnola, in una versione intitolata Ritmos Vitales, e commercializzato nella penisola iberica, mentre il genere musicale varia e spazia dal classico pop a uno stile più pop rock in alcune canzoni, come Guardati le spalle.
La cantante partecipa anche al Festivalbar 1997 ed a Un disco per l'estate 1997 con la canzone Ritmo vitale, primo singolo estratto.
Da questo album sono stati estratti come singoli: Ritmo vitale, Io, te, Francesca e Davide (accompagnato da un video diretto da Alex Infascelli), Guardati le spalle e Brivido (in una versione remixata da Roberto Ferrante).
Unico singolo estratto dalla versione spagnola: Tu, Yo, Francesca y Davide.
In confronto agli album precedenti dell'artista, Ritmo vitale ebbe un successo inferiore: nella classifica settimanale degli album più venduti in Italia raggiunse la quattordicesima posizione. In totale, in Italia vendette circa 89 000 copie.
Il 4 ottobre 2023 l'album viene pubblicato in versione digitale e streaming mentre il 19 gennaio 2024, per la prima volta, viene realizzata da Sony Music una versione in vinile "splatter green-yellow". 

### Versione italiana
1. Io, te, Francesca e Davide – 3:40 (S. Borzi, R. Sinigallia, R. Sinigalli, Ambra Angiolini)
2. Brivido – 3:10 (S. Mattoccia, E. Evangelisti)
3. Danza – 3:45 (S. Borzi, B. Consoli, M. Messina, Ambra Angiolini)
4. Ritmo vitale – 3:52 (S. Borzi, D. Paoloni, M. Messina, Ambra Angiolini)
5. Viaggerai – 4:15 (S. Borzi, R. Masala, M. Di Carlo, M. Messina, Ambra Angiolini)
6. Inferno e paradiso – 1:15 (S. Borzi, A.Artipoli, Ambra Angiolini)
7. Il suono dell'anima – 4:22 (S. Borzi, S. Mattoccia, M. Mattoccia)
8. Forse – 3:35 (S. Borzi, D. Paoloni, A. Artipoli, Ambra Angiolini)
9. Guardati le spalle – 4:30 (A. Artipoli, D. Paoloni, Ambra Angiolini)
10. Voglio tutto – 3:35 (E. Borzi, S. Mattoccia, M. Mattoccia)
11. Stavolta perdi – 3:50 (S. Borzi, A. Artipoli, Ambra Angiolini)

### Versione spagnola
1. Tú, yo, Francesca y Davide – 3:52 (S. Borzi, R. Sinigallia, R. Sinigallia, Ambra Angiolini)
2. Escalofrío – 3:13 (S. Mattoccia, E. Evangelisti)
3. Danza – 3:46 (S. Borzi, B. Consoli, M. Messina, Ambra Angiolini)
4. Ritmos vitales – 3:52 (S. Borzi, D. Paoloni, M. Messina, Ambra Angiolini)
5. Viajarás – 4:17 (S. Borzi, R. Masala, M. Di Carlo, M. Messina, Ambra Angiolini)
6. Infierno y paraíso – 1:18 (S. Borzi, A.Artipoli, Ambra Angiolini)
7. El sonido del alma – 4:24 (S. Borzi, S. Mattoccia, M. Mattoccia)
8. Puede – 3:36 (S. Borzi, D. Paoloni, A. Artipoli, Ambra Angiolini)
9. Guárdate la espalda – 4:28 (A. Artipoli, D. Paoloni, Ambra Angiolini)
10. Quiero todo – 3:35 (E. Borzi, S. Mattoccia, M. Mattoccia)
11. Esta vez tú pierdes – 3:49 (S. Borzi, A. Artipoli, Ambra Angiolini)

## Formazione
- Ambra Angiolini – voce, cori
- Fernando Pantini – chitarra
- Gianluca Vaccaro – programmazione
- Emanuela Borzi – batteria, cori, percussioni
- Roberto Gallinelli – basso
- Stefano Borzi – pianoforte, programmazione, sintetizzatore
- Kate Yuri – violino
- Bob Masala, Danilo Pao – cori

## Classifiche
| Classifica (1997)                     | Posizione |
| ------------------------------------- | --------- |
| Classifica settimanale album          | 14        |
| Classifica di fine anno italiana 1997 | 183       |